# Бойдолово
Бойдолово — деревня в Невельском районе Псковской области, входящая в состав Ивановской волости, расположенная примерно в 7 километрах от административного центра города Невеля. Население — 13 человек (на 2000) и 11 человек на 2011.

## Люди, связанные с деревней
- Дмитрий Ковтюлев (1918, Бойдолово — 1945) — участник Великой Отечественной войны, Герой Советского Союза